# Ensembleteatern
Ensembleteatern var en fri teatergrupp i Malmö åren 1993–1997.
Ensembleteatern startades 1993 i egen lokal på Djäknegatan i Malmö som en fristående fortsättning, då Unga konstnärliga teatern på grund av lokalrivning lagts ned. Teatern drevs av Lars Arrhed, Sven Ahlström och Jesper Larsson och blev uppmärksammad för sin omfattande repertoar med en ambitiös blandning av klassiska pjäser, eget nyskrivet och ren improvisationsteater såsom Direktsänt. Då Lars Arrhed utsågs till chef för Den Nationale Scene i Norge 1997, valde man att lägga ned verksamheten och gå vidare till nya arbetsplatser. 
Lokalen blev därefter ny hemmascen för Teater 23 och Teaterrepubliken.